# Ардуд
Ардуд (рум. Ardud; венг. Erdőd; нем. Erdeed) — город на северо-западе Румынии, в жудеце Сату-Маре.

## География
Расположен в 20 км к югу от административного центра жудеца, города Сату-Маре.

## Население
По данным переписи 2002 года население города насчитывало 6486 человек. Национальный состав — румыны (62,05 %), венгры (20,10 %), цыгане (11,25 %), и немцы (6,36 %). 63,81 % населения на тот период считали родным румынский язык и 35,35 % — венгерский язык.

## История
Впервые упомянут в письменных источниках в 1215 году под названием Herdeud.